# Йотко, Кшиштоф
Кши́штоф Йо́тко (пол. Krzysztof Jotko; 19 августа 1989, Орнета) — польский боец смешанного стиля, представитель средней весовой категории. Выступает на профессиональном уровне начиная с 2010 года, известен по участию в турнирах бойцовской организации UFC и PFL.

## Биография
Кшиштоф Йотко родился 19 августа 1989 года в городе Орнета Варминьско-Мазурского воеводства. Практиковал бразильское джиу-джитсу, добившись в этой дисциплине коричневого пояса.

### Начало профессиональной карьеры
Дебютировал в смешанных единоборствах на профессиональном уровне в июне 2010 года, выиграл у своего соперника по очкам единогласным решением судей. Дрался в небольших польских промоушенах, таких, как Pro Fight, ZSSC, Chelm Fight Night и др. Из всех поединков неизменно выходил победителем.
В 2012 и 2013 годах два раза выступил на турнирах MMA Attack, выиграв судейскими решениями у боснийца Дамира Хаджовича и серба Бояна Величковича — в последнем случае получил награду за лучший бой вечера.

### Ultimate Fighting Championship
Имея в послужном списке 13 побед без единого поражения, Йотко привлёк к себе внимание крупнейшей бойцовской организации мира Ultimate Fighting Championship и в 2013 году подписал с ней долгосрочный контракт. В дебютном поединке в октагоне UFC единогласным решением одолел бразильца Бруну Сантуса.
Первое в профессиональной карьере поражение потерпел в мае 2014 года от шведа Магнуса Седенблада — в концовке второго раунда попался в «гильотину» и вынужден был сдаться. Позже, тем нем менее, по очкам выиграл у другого шведа Тора Троенга.
В октябре 2015 года на турнире в Англии выиграл раздельным решением у англичанина Скотта Аскема.
В 2016 году отметился победами над такими бойцами как Брэд Скотт, Тамдан Маккрори и Талес Лейтес, при этом в бою с Маккрори заработал бонус за лучшее выступление вечера. Его впечатляющая серия из пяти побед подряд прервалась только в мае 2017 года, когда раздельным решением он уступил Дэвиду Бранчу.
В сентябре 2017 года был нокаутирован Юрайей Холлом.
В апреле 2018 года потерпел поражение техническим нокаутом от Брэда Тавареса.

## Статистика в профессиональном ММА
| Боёв 34         | Побед 27 | Поражений 6 |
| --------------- | -------- | ----------- |
| Нокаутом        | 8        | 2           |
| Сдачей          | 1        | 2           |
| Решением        | 18       | 2           |
| Не состоявшихся | 1        | 1           |

| Результат        | Рекорд   | Соперник              | Способ                  | Турнир                                  | Дата             | Раунд | Время | Место                      | Примечание |
| ---------------- | -------- | --------------------- | ----------------------- | --------------------------------------- | ---------------- | ----- | ----- | -------------------------- | --- |
| Победа           | 27–6 (1) | Марек Мазух           | TKO (удары локтями)     | Oktagon 74                              | 9 августа 2025   | 2     | 4:36  | Прага, Чехия               | Четвертьфинал турнира Oktagon в среднем весе; оба бойца не уложились в вес (191 фунт)                                                        |
| Победа           | 26–6 (1) | Ион Сурду             | Единогласное решение    | Oktagon 70                              | 26 апреля 2025   | 3     | 5:00  | Карловы Вары, Чехия        | Турнир Oktagon 70 в среднем весе; 1/8 финала                                                                                                 |
| Победа           | 25–6 (1) | Андрес Рамос          | TKO (удары)             | FNC 20                                  | 23 ноября 2024   | 2     | 1:39  | Загреб, Хорватия           | Вернулся в средний вес |
| N/A Не состоялся | 24–6 (1) | Уилл Флери            | Не состоялся            | PFL 1 (сезон 2023)                      | 1 апреля 2023    | 3     | 5:00  | Лас-Вегас, Невада,         | Дебют в полутяжелом весе. Первоначально Флери победил раздельным решением; Результат был отменен после того, как Флери провалил допинг тест. |
| Поражение        | 24–6     | Брендан Аллен         | Сдача (удушение сзади)  | UFC Fight Night: Дерн vs. Янь           | 1 октября 2022   | 1     | 4:17  | Лас-Вегас, Невада, США     | |
| Победа           | 24-5     | Джеральд Миршерт      | Единогласное решение    | UFC on ESPN: Фонт vs. Вера              | 30 апреля 2022   | 3     | 5:00  | Лас-Вегас, Невада, США     | |
| Победа           | 23-5     | Миша Циркунов         | Решением (раздельным)   | UFC Fight Night: Сантус vs. Уокер       | 2 октября 2021   | 3     | 5:00  | Лас-Вегас, США             | |
| Поражение        | 22-5     | Шон Стрикленд         | Единогласное решение    | UFC on ESPN: Рейес vs. Прохазка         | 1 мая 2021       | 3     | 5:00  | Лас-Вегас, США             | |
| Победа           | 22-4     | Эрик Андерс           | Единогласное решение    | UFC on ESPN: Overeem vs. Harris         | 16 мая 2020      | 3     | 5:00  | Джэксонвилл, США           | |
| Победа           | 21-4     | Марк-Андре Баррио     | Раздельное решение      | UFC 240                                 | 27 июля 2019     | 3     | 5:00  | Эдмонтон, Канада           | |
| Победа           | 20-4     | Ален Амедовский       | Единогласное решение    | UFC Fight Night: Overeem vs. Oleinik    | 20 апреля 2019   | 3     | 5:00  | Санкт-Петербург, Россия    | |
| Поражение        | 19-4     | Брэд Таварес          | TKO (удары руками)      | UFC on Fox: Poirier vs. Gaethje         | 14 апреля 2018   | 3     | 2:16  | Глендейл, США              | |
| Поражение        | 19-3     | Юрая Холл             | KO (удары руками)       | UFC Fight Night: Rockhold vs. Branch    | 16 сентября 2017 | 2     | 2:25  | Питтсбург, США             | |
| Поражение        | 19-2     | Дэвид Бранч           | Раздельное решение      | UFC 211                                 | 13 мая 2017      | 3     | 5:00  | Даллас, США                | |
| Победа           | 19-1     | Талес Лейтес          | Единогласное решение    | UFC Fight Night: Bader vs. Nogueira 2   | 19 ноября 2016   | 3     | 5:00  | Сан-Паулу, Бразилия        | |
| Победа           | 18-1     | Тамдан Маккрори       | KO (удары руками)       | UFC Fight Night: MacDonald vs. Thompson | 18 июня 2016     | 1     | 0:59  | Оттава, Канада             | Выступление вечера. |
| Победа           | 17-1     | Брэд Скотт            | Единогласное решение    | UFC Fight Night: Silva vs. Bisping      | 27 февраля 2016  | 3     | 5:00  | Лондон, Англия             | |
| Победа           | 16-1     | Скотт Аскем           | Раздельное решение      | UFC Fight Night: Holohan vs. Smolka     | 24 октября 2015  | 3     | 5:00  | Дублин, Ирландия           | |
| Победа           | 15-1     | Тор Троенг            | Единогласное решение    | UFC Fight Night: Nelson vs. Story       | 4 октября 2014   | 3     | 5:00  | Стокгольм, Швеция          | |
| Поражение        | 14-1     | Магнус Седенблад      | Сдача (гильотина)       | UFC Fight Night: Munoz vs. Mousasi      | 31 мая 2014      | 2     | 4:59  | Берлин, Германия           | |
| Победа           | 14-0     | Бруну Сантус          | Единогласное решение    | UFC Fight Night: Hunt vs. Bigfoot       | 7 декабря 2013   | 3     | 5:00  | Брисбен, Австралия         | |
| Победа           | 13-0     | Боян Величкович       | Решение большинства     | MMA Attack 3                            | 27 апреля 2013   | 3     | 5:00  | Spodek, Польша             | Бой вечера. |
| Победа           | 12-0     | Мартин Цавада         | Раздельное решение      | Fight Night Merseburg 5                 | 8 сентября 2012  | 3     | 5:00  | Мерзебург, Германия        | |
| Победа           | 11-0     | Фабиан Лойвке         | Сдача (удушение сзади)  | Fight Night Merseburg 5                 | 8 сентября 2012  | 2     | 1:12  | Мерзебург, Германия        | |
| Победа           | 10-0     | Дамир Хаджович        | Единогласное решение    | MMA Attack 2                            | 27 апреля 2012   | 3     | 5:00  | Познань, Польша            | Бой в полусреднем весе. |
| Победа           | 9-0      | Томаш Кондрачук       | Сдача (удары руками)    | X Fight Series: Night of Champions 3    | 4 февраля 2012   | 2     | 4:08  | Мендзыхуд, Польша          | |
| Победа           | 8-0      | Кшиштоф Садецкий      | Единогласное решение    | Pro Fight 6                             | 4 июня 2011      | 3     | 5:00  | Влоцлавек, Польша          | |
| Победа           | 7-0      | Михал Лутка           | TKO (удары руками)      | Fight Club Koszalin                     | 14 мая 2011      | 1     | 3:09  | Кошалин, Польша            | |
| Победа           | 6-0      | Оскар Сьлеповроньский | TKO (остановлен врачом) | Chelm Fight Night                       | 9 апреля 2011    | 1     | 4:09  | Хелм, Польша               | |
| Победа           | 5-0      | Шамиль Ильясов        | TKO (удары руками)      | ZSSC: Martial Arts Night 4              | 26 февраля 2011  | 1     | N/A   | Зомбковице-Слёнске, Польша | |
| Победа           | 4-0      | Пшемислав Трушевский  | TKO (остановлен врачом) | ZSSC: Martial Arts Night 4              | 26 февраля 2011  | 2     | N/A   | Зомбковице-Слёнске, Польша | |
| Победа           | 3-0      | Лукаш Николайчук      | Единогласное решение    | ZSSC: Martial Arts Night 4              | 26 февраля 2011  | 2     | 5:00  | Зомбковице-Слёнске, Польша | |
| Победа           | 2-0      | Мацей Броварский      | Единогласное решение    | Black Dragon: Fight Show                | 20 ноября 2010   | 2     | 5:00  | Андрыхув, Польша           | Бой в промежуточном весе 87,1 кг; Йотко не сделал вес.                                                                                       |
| Победа           | 1-0      | Роберт Балицкий       | Единогласное решение    | Pro Fight 5                             | 8 июня 2010      | 2     | 5:00  | Вроцлав, Польша            | |